# Beijing Barbarians
I Beijing Barbarians sono una squadra di football americano di Pechino, in Cina.

## Dettaglio stagioni

### Tornei nazionali

#### Campionato

##### AFLC/CNFL
| Stagione | regular season | regular season | regular season | regular season | regular season | regular season | playoff | playoff | playoff | playoff | playoff | playoff          | playoff           |
|          | Vin            | Par            | Per            | Tot            | PF             | PS             | Vin     | Per     | Tot     | PF      | PS      | risultato        | avversaria        |
| -------- | -------------- | -------------- | -------------- | -------------- | -------------- | -------------- | ------- | ------- | ------- | ------- | ------- | ---------------- | ----------------- |
| 2018     | 4              | 0              | 0              | 4              | 185            | 0              | 1       | 1       | 2       | 45      | 32      | Semifinale       | Shanghai Titans   |
| 2019     | 5              | 0              | 0              | 5              | 294            | 10             | 0       | 1       | 1       | 6       | 34      | Quarti di finale | Shanghai Warriors |
| 2020     | 3              | 0              | 1              | 4              | 141            | 43             | 1       | 1       | 2       | 49      | 1       | Semifinale       | Chengdu Pandaman  |
| Totale   | 12             | 0              | 1              | 13             | 620            | 53             | 2       | 3       | 5       | 100     | 67      |                  |                   |

Fonti: Enciclopedia del Football - A cura di Roberto Mezzetti

### Riepilogo fasi finali disputate
| Anno             | Luogo | Evento | Fase del torneo  | Incontro                               | Risultato    |
| 15 dicembre 2018 |       | AFLC   | Semifinale       | Shanghai Titans - Beijing Barbarians   | 32 - 6       |
| 30 novembre 2019 |       | CNFL   | Quarti di finale | Beijing Barbarians - Shanghai Warriors | 6 - 34       |
| 19 dicembre 2020 |       | CNFL   | Semifinale       | Chengdu Pandaman - Beijing Barbarians  | 1 - 0 d.g.s. |